# Euphrasia liburnica
Euphrasia liburnica là loài thực vật có hoa thuộc họ Cỏ chổi. Loài này được Wettst. mô tả khoa học đầu tiên năm 1894.

## Hình ảnh

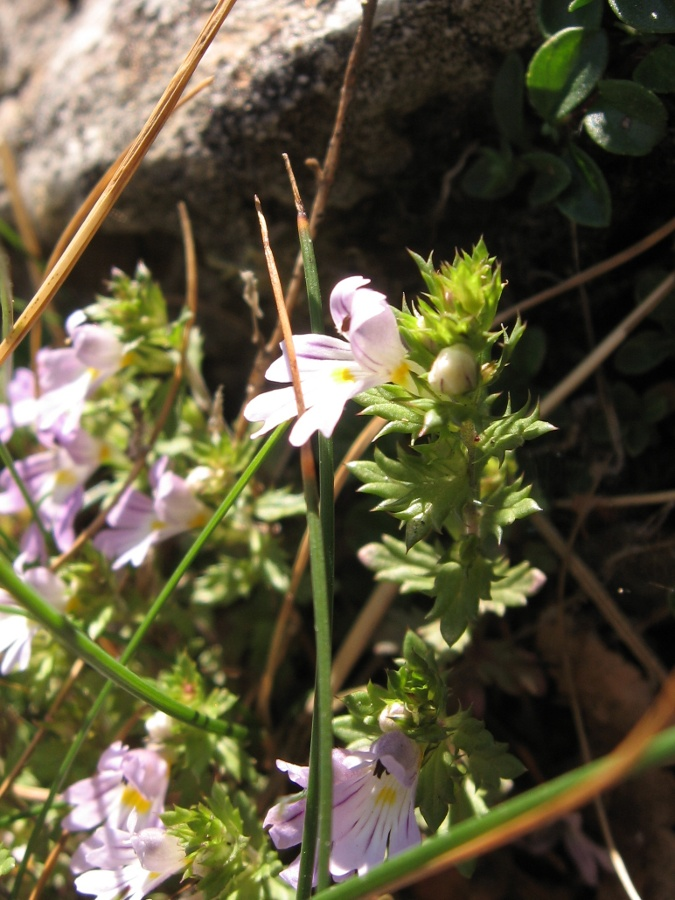
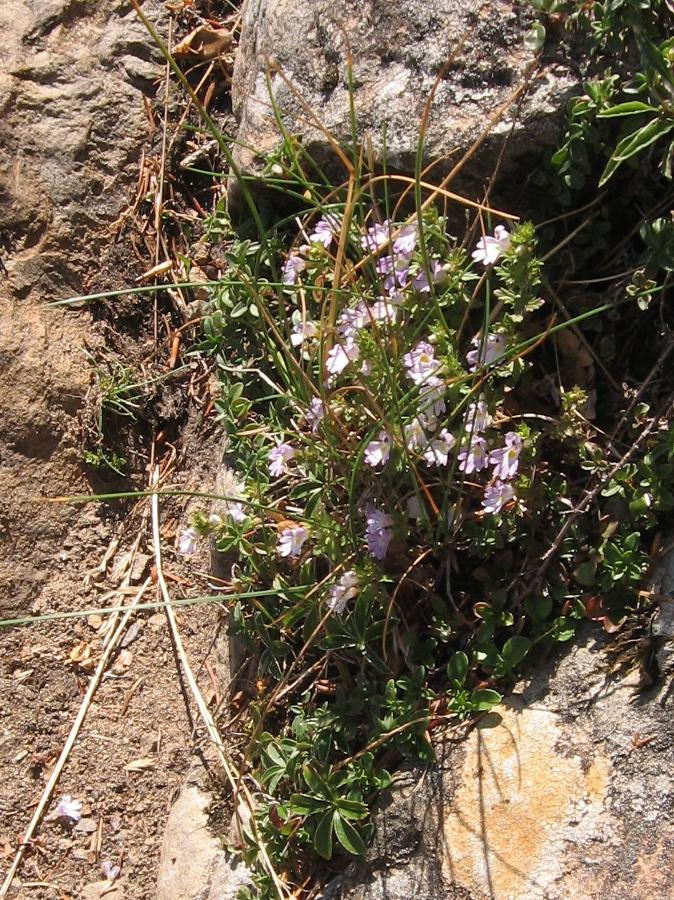